# Fredrick Ekholm
Fredrick Ekholm (ur. 15 czerwca 1994) – szwedzki lekkoatleta specjalizujący się w wielobojach. 
W 2011 zdobył srebrny medal mistrzostw świata juniorów młodszych.
Rekord życiowy: dziesięciobój – 7451 pkt. (6 lipca 2014, Ribeira Brava). 

## Osiągnięcia
| Rok  | Impreza                               | Miejsce         | Konkurencja                    | Pozycja    | Wynik     |
| ---- | ------------------------------------- | --------------- | ------------------------------ | ---------- | --------- |
| 2011 | Mistrzostwa świata juniorów młodszych | Lille Metropole | ośmiobój                       | 2. miejsce | 6127 pkt. |
| 2013 | Mistrzostwa Europy juniorów           | Rieti           | dziesięciobój                  | 5. miejsce | 7573 pkt. |
| 2019 | Halowe mistrzostwa Europy             | Glasgow         | bieg na 60 metrów przez płotki | eliminacje | 7,89      |